# 撫で座頭

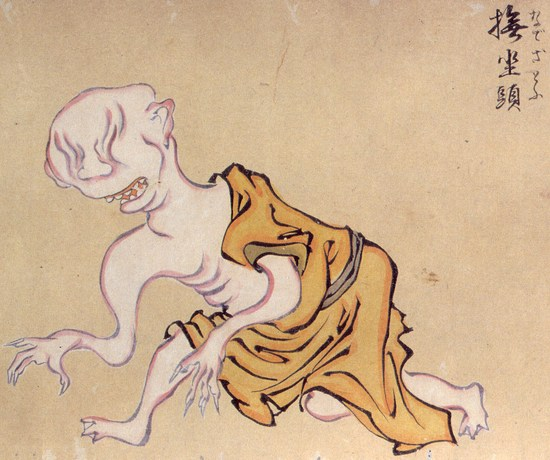
熊本県八代市の松井文庫所蔵『百鬼夜行絵巻』より「撫坐頭」

撫で座頭、撫坐頭（なでざとう）は、日本に伝わる妖怪。熊本県八代市の松井文庫所蔵品『百鬼夜行絵巻』に描かれているが、記載されているのは名前と絵だけであり、詳細は不明である。
江戸時代に描かれた絵巻物『百妖図』には撫坐頭と同じ妖怪が描かれており、無眼（むがん）という名前が記されている。
多田克己は、「撫」は神事で人の穢れを写し取るとされる「撫物」に通じ、「撫物」は猫の別称でもあり、両手に伸びた爪は機会を狙うことを意味する言葉「爪を研ぐ」を彷彿させることから、撫で座頭とは自分の罪や災厄を誰かに擦りつけて身代りにしようとしつつ、猫をかぶっておとなしいそぶりを見せ、本性を包み隠している妖怪ではないかとの解釈を示している。